# Prostitution (film, 1919)
Prostitution (Die Prostitution) est un film allemand muet réalisé par Richard Oswald, sorti en deux parties : Das gelbe Haus et Die sich verkaufen en 1919.

## Partie I

### Synopsis
Un jeune étudiant défend la prostitution devant des institutions internationales.

## Fiche technique
- Titre : Prostitution
- Titre original : Die Prostitution, 1. Teil - Das gelbe Haus
- Réalisation : Richard Oswald
- Scénario : Richard Oswald
- Cinématographie : Max Faßbender, Karl Freund
- Décors : Emil Linke
- Conseiller scientifique : Magnus Hirschfeld
- Pays d'origine :  République de Weimar
- Format : Noir et blanc - 1,33:1- muet
- Durée : 121 minutes; 2 566 mètres; 7 bobines
- Dates de sortie :  République de Weimar : 19 mars 1919

## Distribution
- Fritz Beckmann
- Anita Berber
- Gussy Holl
- Conrad Veidt
- Rudolf Klein-Rhoden
- Rita Clermont
- Reinhold Schünzel
- Ferdinand Bonn
- Marga Köhler
- Kissa von Sievers
- Preben J. Rist
- Emil Lind
- Werner Krauss
- Ernst Gronau
- Wilhelm Diegelmann

## Partie II

### Synopsis
Un couple de bourgeois trompent leurs proches dans des affaires louches. 

## Fiche technique
- Titre original : Die Prostitution, 2. Teil - Die sich verkaufen
- Réalisation : Richard Oswald
- Scénario : Richard Oswald, Robert Liebmann
- Cinématographie : Max Faßbender
- Pays d'origine :  Allemagne
- Format : Noir et blanc - 1,33:1- muet
- Durée : 2 436 mètres; 7 bobines
- Dates de sortie :
  -  Allemagne : 30 août 1919

## Distribution
- Conrad Veidt
- Reinhold Schünzel
- Gertrude Hoffman
- Eduard von Winterstein
- Ilka Grüning
- Preben J. Rist
- Paul Morgan
- Kissa von Sievers
- Gussy Holl